# قومية رومانسية

الحرية تقود الشعب تجسد النظرة الرومانسية لثورة يوليو 1830 الفرنسية

القومية الرومانسيَّة هي أحد أشكال القومية تستمد الدولة من خلالها شرعيتها استنادا على وحدة محكوميها اللغوية والعرقية والدينية والثقافية  نشأ هذا اللون من القومية كردة فعل على السيطرة الملكية أو الإمبراطورية التي كانت تستمد شرعيتها من الدين مشيا على مفهوم حق الملوك الإلهي لا خيار الشعب 
كان للتأكيد على الثقافة الرومانسية القومية أثر مركزي على سياسة وفنون عصر التنوير وتركيزها على اللغة والفلكلور أدى إعادة رسم خريطة أوروبا وظهور دعوات حق تقرير المصير في أوروبا.

## لمحة تاريخية
ألهمت كتابات الفرنسي روسو والتي ركزت على الفلكلور الشعبي واللغة كمبدأ رئيسي للقومية، القوميين الرومانسيين في أواخر القرن الثامن عشر وبالذات كتاب العقد الإجتماعي الصادر عام 1762 كتاب مثل روسو وفرانسيس هتشون والأخوان غريم الذين رأوا في القومية ما يحقق العدالة الاجتماعية وفي بعض الحالات يفجر الثورات. الأخوان غريم تأثروا بأطروحات هيردر ليألفوا مجموعة قصصهم التي صنفوها بأنها من صميم الثقافة والفلكلور الألماني مثل قصص بياض الثلج والأقزام السبعة، الأميرة النائمة، وليلى والذئب. إذ آمن الأخوان كما غيرهم من الرومانسيين، أن حلم الوحدة الوطنية والاستقلال يتحقق عن طريق معرفة الشعب لماضيه من خلال قصص الفلكلور.

أيد الرومانسيون في أوروبا الثورة الفرنسية في بداياتها إلا أنهم فوجئوا بثورة مضادة من نابليون وقوميته العابرة للحدود. ولكن القيم والمبادئ التي أسقطت الحكم الإقطاعي كانت كفيلة لإقناعهم بضرورة التصدي لمد نابليون وأصدروا المؤلفات التي تتحدث عن أهمية اللغة والفلكلور في رسم حدود الدولة. كتب الفيلسوف الألماني فيخته خطابا إلى الأمة الألمانية عام 1806 جاء فيه 

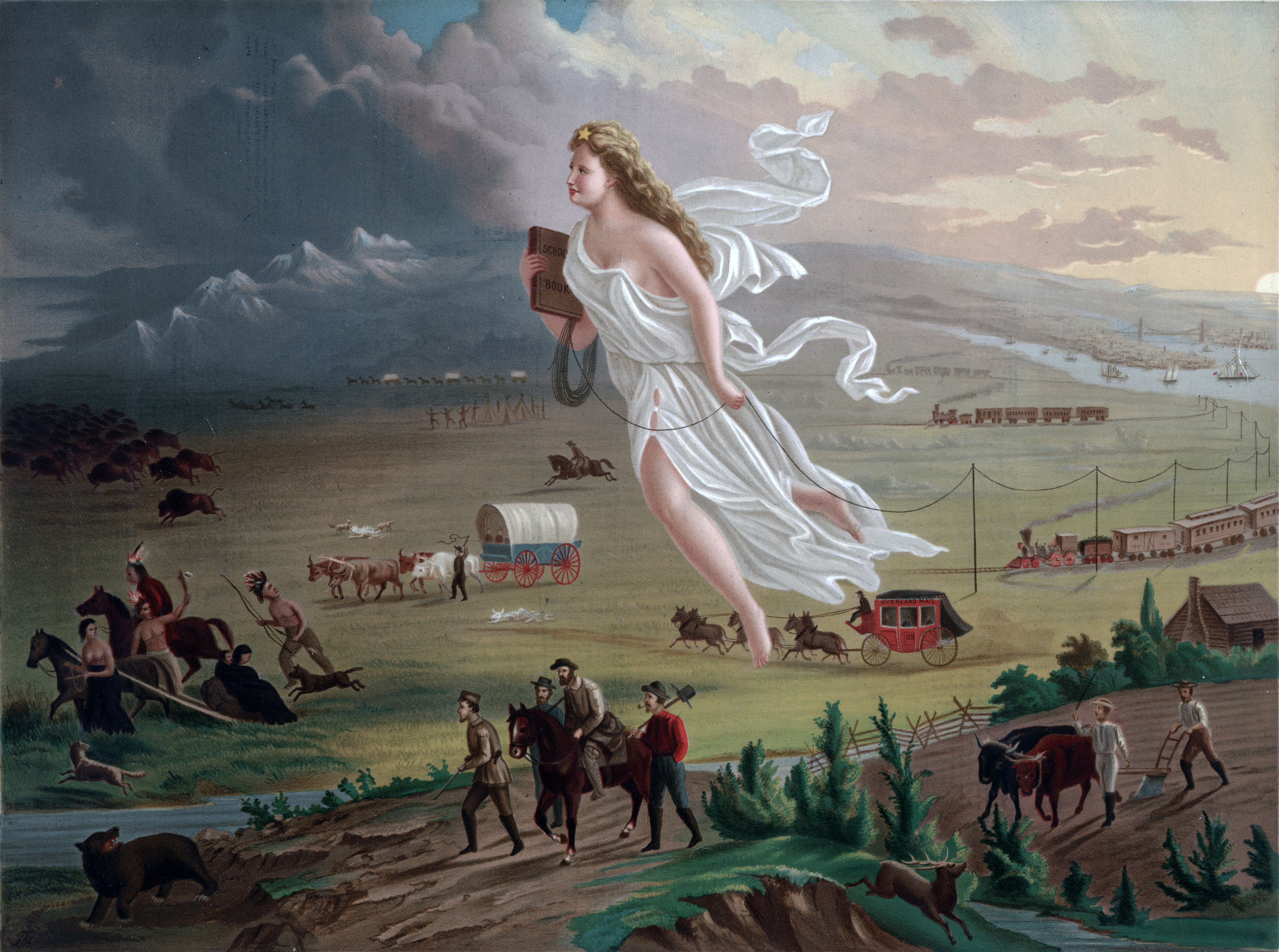
"التقدم الأمريكي" لجون غاش تظهر تأثير الرومانسية على القومية الأمريكية

 :

### الرومانسية والثورة

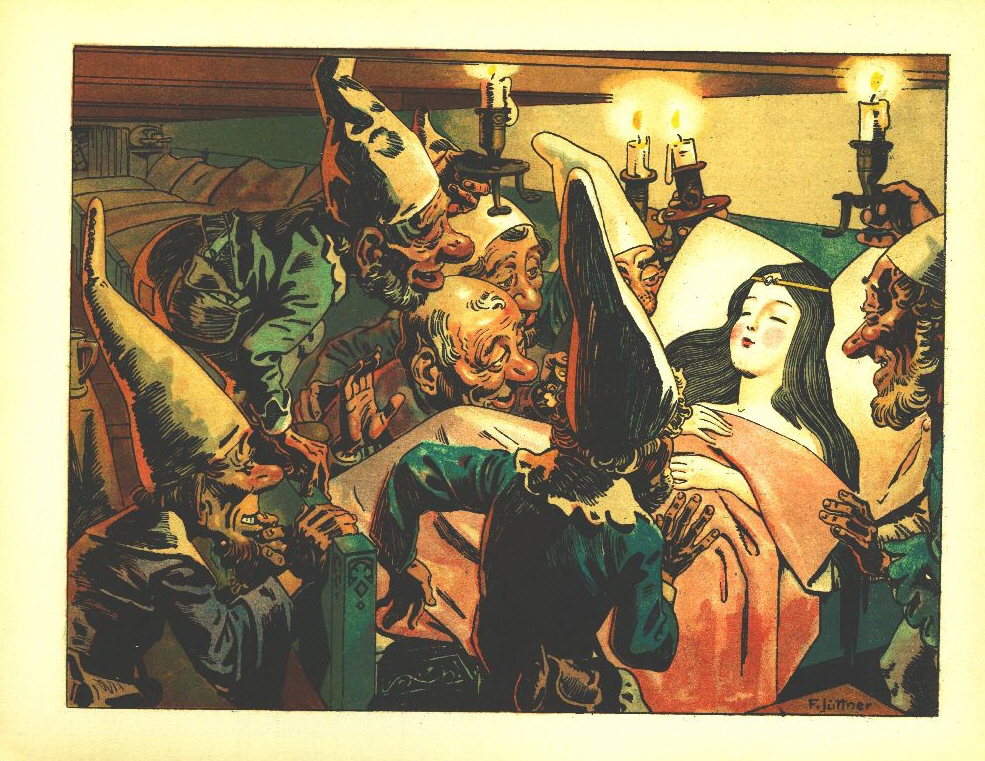
قصة بياض الثلج والأقزام السبعة للإخوان غريم تعد أحد أشهر قصص الفلكلور الألماني

في اليونان، كان للكتابات الفلهيلينية أثر كبير في إشعال فتيل حرب الاستقلال اليونانية ضد الدولة العثمانية. صعود الرومانسية القومية نتاج جهود كتاب تعلموا في أوروبا الغربية مثل ريغاس فاريوس أدى إلى ضعف الإمبراطورية العثمانية وكانت تلك أولى بوادر صعود القومية في بيئة غير مسيحية كالإمبراطورية العثمانية. وظهر تأثير الرومانسية على أعمال الموسيقيين مثل الإيطالي جوزيبي فيردي وجواكينو روسيني فكان للأوبرا المبنية على أسطورة البطل السويسري وليام تيل بداية الأوبرا الرومانسية التي ألهمت فكرة توحيد سويسرا. وأعمال موسيقية مشابهة مثل خرساء بورتيتشي  للفرنسي دانيال أوبر أشعلت الثورة البلجيكية ضد ويليام الأول ملك المملكة الهولندية. في أمريكا الشمالية، ألهمت الرومانسية مفكرين مثل جوناثان إدواردز وتوماس جيفرسون ورالف والدو إمرسون على ضرورة الاستقلال عن بريطانيا وساهمت في انتزاع المستعمرات الإسبانية في جنوب أمريكا الشمالية.

### اللغة والفلكلور

يعد طه حسين أحد أبرز الدعاة إلى القومية المصرية

ألهمت الرومانسية القومية عملية إعادة إحياء الفلكلور والقصص الخيالية للأطفال لإيجاد هوية فريدة وموحدة للشعب المعني. أثر الأخوان غريم على عدد كبير من الأدباء مثل الروسي أليكساندر أفاناسيف والإنجليزي جوزيف جيكوب لاعتقادهم أن القصص الشعبية تعرف المجتمع وهويته.

## الرومانسية القومية خارج أوروبا
ظهرت بوادر الرومانسية القومية في الشرق الأوسط بدايات القرن العشرين كالقومية المصرية. والقومية اللبنانية التي تركز على الحضارة الفينقية والديانة المسيحية خصائص تميز لبنان عن غيرها. والقوميون العرب الداعين إلى توحيد ما يصفونه بالأقطار العربية استنادا على مبادئ اللغة والثقافة والإرث التاريخي.

### قومية مصرية
يقول طه حسين في كتابه مستقبل الثقافة في مصر:

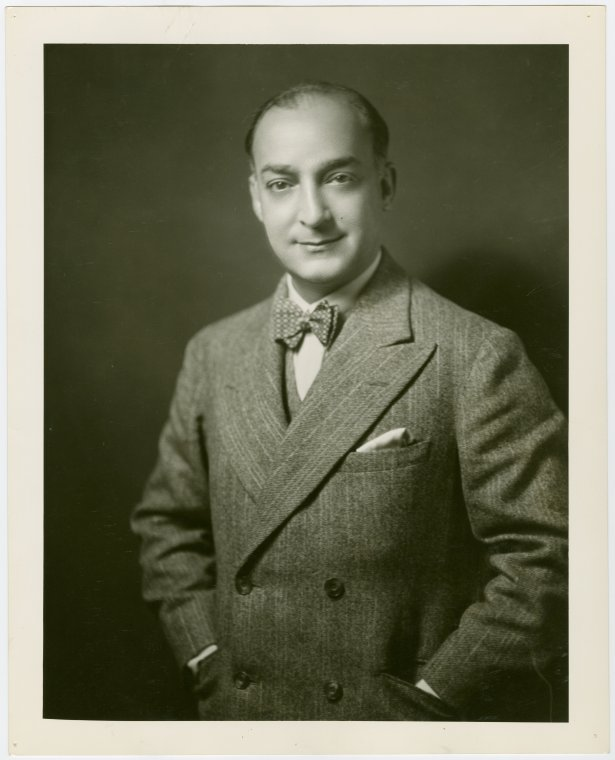
شارل قرم

كانت الثورة العرابية (1870 - 1880) بقيادة أحمد عرابي أول تحرك يدعو إلى القومية المصرية وإنهاء تسلط عائلة محمد علي باشا بقيادة الخديوي توفيق. وكان للقومية المصرية دور فعال ضد الإستعمار البريطاني على مصر. وبلغت أوجها في ثورة 1919 والتي أدت إلى استقلال مصر عام 1922 بعد ثلاث سنوات من المظاهرات والعصيان المدني بقيادة سعد زغلول.

### قومية لبنانية
يشكل حزب الكتائب اللبناني أبرز القوى الداعية القومية اللبنانية ذات النزعة الفينقية والتي تراها والدين المسيحي خصائص تميزهم عن جيرانهم. أنشئ حزب الكتائب بقيادة بيار الجميّل متبعا نموذج الفلانجيون الإسبان. والفاشية الإيطالية. وكتب مفكرون لبنانيون مثل شارل قرم (1894 - 1963) وسعيد عقل للتخلي عن الأحرف العربية وتبني الحروف اللاتينية واعتبار اللهجة المحلية لغة رسمية. وعلى غرار القوميين المصريين يعارضون القومية العربية ولكن معارضة اللبنانيين أقوى وأكثر وضوحا وتميزوا بعداء واضح للوجود الفلسطيني بلبنان.

### قومية عربية
كان للرومانسية تأثير واضح على توجهات القوميين العرب. فمثل أقرانهم الأوروبيين آمنوا أن اللغة والفلكلور والإرث التاريخي عوامل تشكل الهوية الموحدة بين الأقطار العربية وظهر ذلك في كتابات جبران خليل جبران وصلاح جاهين وشكيب أرسلان (الذي سيق له نسب طويل إلى الملك العربي المنذر بن امرئ القيس) وأعتبروا القرآن ولغته لغة رسمية للأقطار من الخليج العربي إلى المحيط الأطلسي. ظهرت بوادر الفكر القومي العربي بعد محاولات «تتريك» المنطقة واعتبار الحكم العثماني سببا للتخلف الذي تعاني منه «الأمة».

## إدعاءات التفوق العرقي والصدارة
ارتبطت الرومانسية بالعنصرية وإدعاء الأولية أو الصدارة وتهميش حقوق الأقليات منذ بداياتها إلى العصر الحالي.  الأولية  وهي إدعاء مجموعة عرقية (أو ثقافية) أن هناك  حقوقا طبيعية  لهم لمنطقة جغرافية. والإستعلاء العرقي والعنصرية الذي ينتج عنه معاداة الغريب وتصويره كخطر يهدد ثقافة المجموعة المعنية. وقد كتب ريتشارد فاغنر أن المختلفين عرقيا لا يستطيعون أن إستيعاب المعاني الفنية والثقافية الموروثة لشعب معين 

## هوامش
1. 1 2  JAMES STEVENS CURL. "National Romanticism." A Dictionary of Architecture and Landscape Architecture. 2000. Encyclopedia.com. 13 Jul. 2012
2. ↑  E. A. LIVINGSTONE. "Divine Right of Kings." The Concise Oxford Dictionary of the Christian Church. 2000. Encyclopedia.
3. ↑  JOHN CANNON. "divine right of kings." The Oxford Companion to British History. 2002. Encyclopedia.com. 13 Jul. 2012
4. ↑  Davis, David Brion, ed. Antebellum Reform. New York: Harper and Row, 1967. Particularly fine essay by John L. Thomas on Romantic reform.
5. ↑  Dégh, Linda (1979). "Grimm's Household Tales and its Place in the Household". Western Folklore 38 (2): 85–103
6. ↑  Tatar, Maria (2004). The Annotated Brothers Grimm. W.W. Norton & Co. ISBN 978-0-393-05848-2.
7. 1 2  (Kelly, 1968, pp. 190-91
8. ↑  Clogg, A Concise History of Greece , pp. 25–26
9. ↑  Boime, Social History of Modern Art, pp. 194–196
  - Trudgill, "Greece and European Turkey", p. 241
10. ↑  Clogg, A Concise History of Greece, p. 6
11. ↑  Jack Zipes, The Great Fairy Tale Tradition: From Straparola and Basile to the Brothers Grimm, p 846, ISBN 0-393-97636-X
12. ↑  Jankowski, James. "Egypt and Early Arab Nationalism" in Rashid Khalidi, ed. The Origins of Arab Nationalism. New York: Columbia University Press, 1990, pp. 244-45
13. ↑  Kaufman, Asher, "Phoenicianism: The Formation of an Identity in Lebanon in 1920" Middle Eastern Studies, (January, 2001)
14. ↑  Kamal S. Salibi, "The Lebanese Identity" Journal of Contemporary History 6.1, Nationalism and Separatism (1971:76-86).
15. ↑  Charles Smith, The Arab-Israeli Conflict,in International Relations in the Middle East by Louise Fawcett, p. 220.
16. 1 2  Motyl, Alexander J. (2001). Encyclopedia of Nationalism, Volume II. Academic Press. ISBN 0-12-227230-7.
17. ↑  Lee Griffith, The war on terrorism and the terror of God (Wm. B. Eerdmans Publishing Company, June 1, 2004), p. 3, ISBN 0-8028-2860-4
18. ↑  Mark Ensalaco, Middle Eastern terrorism: from Black September to September 11 (University of Pennsylvania Press, November 30, 2007), p. 85, ISBN 0-8122-4046-4
19. ↑  Salibi, Salibi, A House of Many Mansions: The History of Lebanon Reconsidered, 1988:177; Salibi is equally critical of an "Arabian" cultural origin.
20. ↑  Wagner, Das Judenthum in der Musik 1850.